# BBC Two
BBC Two (autrefois BBC2) est la deuxième chaîne de télévision britannique diffusée par la British Broadcasting Corporation (BBC). Elle a été lancée le 21 avril 1964 sous le nom de BBC2.

## Histoire de la chaîne

### Le lancement
Le lancement de la chaîne avait initialement été programmé pour 19 h 20 le 20 avril 1964 avec une soirée de divertissement comprenant la diffusion de la comédie The Alberts puis d'une production de Cole Porter du nom de Kiss Me, Kate. Cependant, à environ 18 h 45, une énorme panne de courant, provenant de la centrale électrique Battersea Power Station, prive le centre de télévision d'électricité. BBC1 est en mesure de continuer à diffuser ses programmes par l'intermédiaire de ses équipements au Alexandra Palace mais toutes les tentatives pour diffuser les programmes prévus sur la nouvelle chaîne sont vaines ; à 22 heures, la chaîne concède son impossibilité de diffuser les programmes prévus, remettant au matin suivant leur diffusion.
A onze heures le 21 avril, le courant est rétabli dans les studios de BBC2 et la programmation peut commencer, faisant de l'émission pour enfant Playschool, le premier programme officiel diffusé par la chaîne.

### La couleur
Diffusant dès le départ en 625 lignes, la BBC 2 a l'avantage technique de pouvoir diffuser rapidement en couleurs ses émissions via le système de TV couleur PAL.
Le 1er juillet 1967, pour le tournoi de tennis de Wimbledon, BBC2 commence ses émissions régulières en couleurs et devient ainsi la première chaîne de télévision en Europe à proposer des émissions en couleurs avec quelques heures ou quelques semaines d'avance sur ses collègues européens, l'ARD et la ZDF ne commençant, pour l'Allemagne de l'Ouest, leurs programmes en couleurs que deux jours plus tard et la deuxième chaîne de l'ORTF ne commençant, en France, ses programmes en couleurs que le 1er octobre suivant.

### Contrôleurs
- 1964–1965 : Michael Peacock[5],[6],[7]
- 1965–1969 : David Attenborough[5],[8],[9]
- 1969–1974 : Robin Scott[5]
- 1974–1978 : Aubrey Singer[10],[11]
- 1978–1982 : Brian Wenham[12],[13]
- 1982–1987 : Graeme MacDonald[5]
- 1987–1992 : Alan Yentob[5]
- 1992–1996 : Michael Jackson[14],[15]
- 1996–1999 : Mark Thompson[16],[17]
- 1999–2004 : Jane Root[18],[19],[20],[21]
- 2004–2008 : Roly Keating[22],[23],[24],[25]
- 2008–2014 : Janice Hadlow[26],[27],[28]
- 2014-2016 : Kim Shillinglaw[29],[30],[31],[32]

Jane Root est en 1999 la première femme à être nommée contrôleur d'une chaîne de la BBC, poste qu'elle quitte en mai 2004 pour devenir vice-présidente exécutive et directrice générale de Discovery Channel.
En 2016, le poste de contrôleur de BBC Two est supprimé dans le cadre de la nouvelle organisation de la BBC.

## Programmation

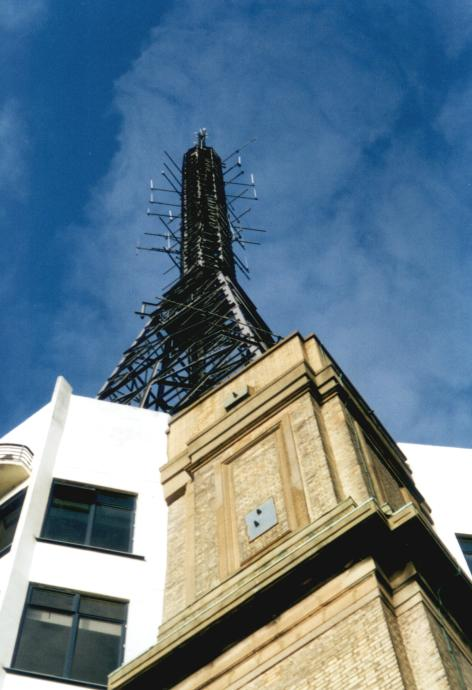
Les émissions TV de la BBC débutèrent à l'Alexandra Palace, siège du BBC Television Service de 1936 au début des années 1950, photographié ici en 2001.

Sélection de programmes parmi les plus connus :
- The Money Programme (1966 - ) - Émission financière et économique
- Fawlty Towers (1975, 1979) - Série
- Top Gear (1978 - ) - Voitures et sports automobiles
- Newsnight (1980 - ) - Actualité
- Red Dwarf (1988 - 1999) - Série
- Mary Whitehouse Experience (1991 - 1992) - Série
- The Day Today (1994) - Série
- Room 101 (1994 - ) - Série
- University Challenge (1994 - ) - Jeu télévisé
- Shooting Stars (1995 - 2002) - Jeu télévisé
- Never Mind The Buzzcocks (1996 - ) - Jeu télévisé
- I'm Alan Partridge (1997, 2002) - Série
- Delhi Royal (1998 - 2002) - Série
- Coupling (2000 - ) - Série
- Local Heroes et What the Victorians Did for Us (2001) - Séries documentaires
- The Office (2001 - 2003) - Série
- The Kumars at No. 42 (2001 - ) - Série
- Dead Ringers (2002 - ) - Série
- TOTP2 (Top of the Pops 2) (1994 - décembre 2005, septembre 2006 - ) - Émission musicale
- Absolutely Fabulous (1992 - 2004) - Sitcom
- Only Connect (2008 - en cours) - Jeu télévisé
- Torchwood (2008) - Série télévisée de science-fiction
- Episodes (2011 - en cours) - Série

## Diffusion à l'étranger
BBC Two et BBC One sont disponibles sur les réseaux câblés suisses, belges et néerlandais. Elles ne sont pas diffusées en France, mais la réception de ces deux chaînes et de leurs principales stations régionales, ainsi que de BBC HD, BBC Three, BBC Four, BBC News, CBBC et CBeebies est possible en clair dans le cadre du bouquet Freesat (variante satellite du bouquet numérique terrestre Freeview) sur le satellite Astra 2 (28°2 Est), qui diffuse également les diverses chaînes et stations régionales ITV.

## Identité visuelle

### Logos

Logo de BBC Two du 2 décembre 1967 au 1972.
Logo de BBC Two du 16 février 1991 au 3 octobre 1997.
Logo de BBC Two du 4 octobre 1997 au 19 novembre 2001.
Logo de BBC Two du 19 novembre 2001 au 18 février 2007.
Logo de BBC Two du 18 février 2007 au 27 septembre 2018.
Logo de BBC Two du 27 septembre 2018 au 19 octobre 2021.
Logo de BBC Two depuis le 20 octobre 2021.